# Rhinogobius rubromaculatus
Rhinogobius rubromaculatus es una especie de pez de la familia de los Gobiidae en el orden de los Perciformes.

## Morfología
Los machos pueden llegar a alcanzar los 3,4 cm de longitud total.

## Hábitat
Es un pez de Agua dulce, de clima subtropical y demersal.

## Distribución geográfica
Se encuentran en Asia: Taiwán y China.

## Observaciones
Es inofensivo para los humanos.